# ルー=ガルー 忌避すべき狼
『ルー=ガルー 忌避すべき狼』（ルー=ガルー きひすべきおおかみ）は、京極夏彦による日本のSF小説。2009年10月時点で累計販売18万部を記録している。
それを原作とした樋口彰彦による漫画、アニメ映画『ルー=ガルー』、および続編『インクブス×スクブス 相容れぬ夢魔』（インクブススクブス あいいれぬむま）についてもこの項で記す。

## 概要
本作は、妖怪伝承をモチーフにした推理小説や古典の怪談を再構成した時代小説などで知られる京極夏彦としては異色の近未来SFミステリーである。
"これからの近未来像"をテーマに雑誌やインターネットを通じて読者から募集したアイデアを京極がまとめる形で書き進めた実験的な作品。従来、小説というものは作者から読者に一方的に物語を提供する片方向のものであったが、本作では双方向のものにしようとする試みが行われた。そのために1998年から「F・F・N」（フューチャー・フロム・ナウ）という企画が始まり、アニメ雑誌「アニメージュ」や漫画雑誌「Chara」、またはインターネット上で読者から近未来に関する様々なアイデアを募り、作中にそれを登場させている。その結果、多くの人が感じていたこれから訪れるかもしれない未来を文章化したとも言える作品となっている。
物語の舞台は、殺人ウイルスの感染症によるパンデミックの影響で人口が激減した近未来。過度の生命倫理観念から人々は人間同士の物理的接触（リアルコンタクト）を避け、携帯端末に依存してほとんどのやり取りをオンラインで済ませるようになった。国による中央集権的なデータ管理が進み、究極の管理社会となったディストピアで、リアルな接触に積極的な少女たちが連続殺人事件を契機に閉鎖された社会に立ち向かっていく姿が描かれている。
タイトルの「ルー=ガルー」とはフランス語のloup-garouであり、「人狼」や「狼憑き」を意味する。
続編の『ルー=ガルー2 インクブス×スクブス 相容れぬ夢魔』では、単行本・ノベルス・文庫・電子書籍の4形態を同時発売するという出版史上初の試みが行われた。
2001年の時点で5作目までの構想があり、3作目のタイトルは『ルー=ガルー3 ハルピュイア 穢れし鉤爪』となる予定。

## あらすじ
近未来、ヒトはヒトと端末（モニタ）によって繋がっていた。管理社会に統制された都市に住む住民達は、常に現在地情報が監視された状態であり、物理接触（リアルコミュニケーション）が希薄になっていた。少年少女にとっては学校だけが唯一のコミュニケーションの場だった。

### ルー=ガルー
少年少女を対象とした連続殺人事件が起こったことによって、リアルに人と関わり合うことがなかった気弱な少女牧野葉月、天才少女都築美緒、人と関わることを避ける少女神埜歩未らは偶然被害者の一人、矢部祐子と接触したことから事件の渦中に巻き込まれていく。真相に近付いていく中で次第に葉月は、今まで知っていたモニタの中だけの世界とは違うものが世界には広がっていることに気付き始める。

### インクブス×スクブス
『ルー=ガルー』での事件から3か月。あの時の出来事が未だに現実とは思えない来生律子は、ある日共に事件の被害者となった作倉雛子と接触。会話をするうちに幼馴染であり殺人者であった中村雄二に対して疑問を抱き始める。一方元刑事となった橡兜次は神埜歩未を訪ね、事件の際に殺された者の中に同級生の霧島タクヤがいたことを告げる。二人の死者の奇妙な共通点、そして雛子が律子に託した「毒」。やがて事件は再び少女たちの周りで動き出す。

## 登場人物
声優は映画版のもので、誕生年月日と血液型のデータは映画版の設定。

### 主要な登場人物

#### 未成年者
牧野 葉月（まきの はづき）
声 - 沖佳苗
2021年8月15日生まれ、AB型、14歳。
他人との接触・対話を苦手とする「コミュニケーション障害（「対人恐怖症」とは別物）」（漫画版では他人と接触したり精神が不安定になると鼻血が出てしまう「接触型コミュニケーション障害」）を持つ。引っ込み思案だが仲間思いで、親友（仲間）が危機に瀕した際、その危機に対して一緒に立ち向かう意志の強さを見せる。頼りない印象で、己の無力さを自覚してどうにもできないもどかしさを抱え、苦しみや悲しみ、怒りを巧く吐き出すことができない。相手の気持ちが想像通りとは限らないと考え過ぎて度々謝罪が口を突く。その一方で、異常な状況でも泣いたりパニックになったりせず、意外な程に楽観的で暢気な様子も見せる。自分がモニタになったような気持ちになるので、他人に観られるのが苦手。
元々は無保護者児童だったが、10年前に牧野県議の養女となって122エリアに転入した。書類上は次女で6人きょうだいの3番目だが、それぞれが別々の家を与えられて生活しており（そのためエリア122には牧野邸が複数存在する）、会ったことはあるものの、顔もよく覚えていない程に疎遠であり、養父とも月に一度も会わないが、テレビ電話で頻繁にコミュニケーションを重ねている。122エリアA地区の自宅は確乎りしたセキュリティが敷かれた豪邸で、門と玄関にセンサ、各部屋に監視用集像機（アイ）があり、エリア警備のD&Sと個人特約も結んでいる。12歳で養育係と保育士がいなくなったため、以降現在までの 2年間はずっと一人暮らしで、食事はセキュリティセンターが派遣するホームヘルパーが作った物を摂っている。裕福ではあり、それに素直に有り難いとは思っても、その贅沢さをほとんど享受している様子はない。黒いストレートのロングヘア（映画版では肩までのショート）。
動物が好きで、実物はほとんど見たことはないが、昔の画像を蒐集してファイルしている。基礎体力で劣っていて、30m小走りしただけで呼吸が乱れるが、室内運動に於ては標準体力値に達しており、内臓疾患もなく、総合メディカルチェックのランクはAダッシュ。
小説（一作目）は彼女と不破静枝の視点で、漫画版および映画版では葉月・歩未・美緒の3人と麗猫を中心に物語は展開する。生活に必要なことは全部誰かがしてくれる仕組みの中でだけ生存を許され、自分もやがてはその仕組みの中で何かの役割を担わなければならないと、何の疑問もなく思っていたが、失踪していた祐子と交流したことが契機となり、連続殺人事件に巻き込まれてしまう。
二作目では登場人物の一人として登場。律子に「本当はコミュニケーション障害ではないのではないか」と言わせるほどに対人関係には少し強くなっていて、友達とは普通に話せるようになるが、顔は見られない。律子と美緖の交流を仲介した後、何者かの監視下にあると伝えに自宅にやって来た静枝と律子を迎えた直後にサイバー攻撃を受け、小山田に救出される。
神埜 歩未（こうの あゆみ）
声 - 五十嵐裕美
2021年10月24日生まれ、A型、14歳。
牧野と同じコミュニケーション研修クラス。物語開始から5年前に転入してきた。寡黙で、他の少女とは違う独特の雰囲気を放っている。一人称は「僕」。余計なものを嫌っているためか、ヴェリーショートの髪、長い睫毛に縁取られた仔鹿のような瞳、装いは地味だが端正な顔立ちで女の子らしい。健康レベルはトリプルA。
特記すべき公開データもない目立たない存在。姉と２人で暮らしているが、その姉は長期出張中で不在のため、実質一人暮らしの状態。家は葉月の家から徒歩で20分程度離れた、A地区でも規格住宅街ではない古いエリアの、旧道の勾配のきつい坂の上にある。住居そのものは典型的な3階建ての規格住宅だが、建築後に姉によって屋上に部屋が違法増築されており、ここは本体住宅と接続せず、家の裏手にある螺旋階段から直接繋がっている独立空間であるため入退出にID認識が不要。普段は門に不在表示を出し、メイン端末もスリープにして、料理と週に一度の学習をする時だけ家に入り、勝手に棲みついて部屋の一角を占拠した鳩と寝起きを共にしている（映画版では自宅敷地内にある廃墟で過ごすことが多い）。なお、坂の下には空き地扱いの墓地跡が残り、やや離れた隣家との間には適当に生えた貧弱な緑地帯が割り込んでいる。視力が鋭く、月の位置から時刻を割り出すことができる。
極めて正常な判断力を持ち、倫理観も社会性もあり、自分の技量を弁えているので無謀なことは絶対にせず、死んで罪を償うことや自己犠牲などは考えない。種を保存するために行動することが生き物の本能で、子供を育てるのは可愛いからではなくプログラムされた本分でしかなく、強いて言うならその本分が愛情で、ヒトが動物とは違うと思いたいがために作り出した便利な言葉でしかないと考えている。人と関わるのが下手だが、リアルコンタクトを取るようになった葉月達のことは傷つけたくないと思っている。心配する心を伝えることができないと思っているので、心配する暇があるなら行動するようにしている。
1年前にある罪を犯したことから自分自身を狼に喩え、自らの性質に悩み、自分が何故そんなことをしたのかについて考え続け、犯した罪を裁いて欲しいと願い続けている。
二作目では、一作目の事件までに起こしたことを罰してもらえず、大人の事情で全て嘘であることにされたため、表向きは虚言癖があることになっている。
都築 美緒（つづき みお）
声 - 井上麻里奈
2021年5月16日生まれ、O型、14歳。
9歳で義務的学習プログラムを、高等課程を僅か2年で終え、即座に大学課程へ進み、14歳にして既に海外の大学院博士課程のカリキュラムまで進んでいる天才少女で、未成年学習要領基本ラインに照らして10年先に進んでおり、エリア一の習得速度を誇る。特にプラズマ応用工学に於ては世界的権威であり、学会の公式サイトには論文が3本も掲載されている。また、コミュニケーション研修で登校する度、静枝に統計学をレクチャーしている。一方で、自分の興味の範疇にないことは一般常識でも知らないことが多く、ネイチャリングに興味がないので生物学的な知識に乏しく、文系も苦手でボキャブラリーが貧弱なので、ことわざや慣用句を頻繁に間違え、手先は器用だが、絵だけはものすごく下手。
小柄で、猫科の小動物のような眼と小作りな顔、髪型はショートボブ（漫画版ではセミロング、映画版ではポニーテールなど数種）である。自宅はエリア122のC区域にある、通称ツヅキビルの2階。壁を壊してフロアをぶち抜き、4部屋分のスペースを確保して設置した専用端末は、一般の家庭用端末と比べると、情報処理能力はおよそ1万2千倍、記憶容量は想定で8千倍もあり、どんな情報源にも瞬時に接続して大抵のことはできるという。この部屋ではプラズマ兵器の開発も行っている。両親がいるが、ずっと帰ってきていない。また祖父（賢章）が未登録住民の保護に昔から関わった恩人とされる人物で父（賢太郎）もその仕事に就いており、それ故登録住民にも関わらずC指定地区で生活していることが明かされた。健康レベルはB。
ハッキングを「魔法」と呼び、天才的ハッカーとしての自分を「魔法使い」に例えている。その技能を生かし、自分と歩未、葉月の間で秘密のホットラインを作り通信に利用している（二作目で律子も加入した）。漫画版では後頭部につけているウミガメ型の携帯端末を利用して学校や外出先でハッキングすることも少なくない。「カイジュー」が登場する20世紀の動画フィルムを好み、その中に登場する火の玉を吐くカメに影響され「カメにできて人間にできないはずがない」というだけの単純な動機で法律違反の武器となるプラズマ発生装置とその発射装置（プラズマ砲）を自作している。漫画版では、年齢の割にプロポーションがいい。麗猫とは幼馴染。
反応が見切れなくて面白いという理由から、人と話すことを好んでいる。知能は高く応用力や分析力も優れ、瞬発力も判断力もあるので大体に於いて対処でき、不思議な求心力を持ち、視点も発想もユニークで、何かと目立つ存在である。しかし計算高いが、計画性は皆無で無鉄砲なのが欠点で、本人も頭脳は明晰だが性根はバカで、変でおかしいことをよく自覚している。加えて情緒面に問題があるので、根気よくコツコツ取り組むことにはあまり向いていない。
葉月と歩未とは同じコミュニケーション研修だったが縁はなく、川端が殺害された日に初めて話し、落とした大容量メモリを家まで届けてもらったことから交流が始まる。
二作目ではカメのブームは終わり、次はバッタの改造人間に影響を受けバイクに興味を持ち出す。律子から「毒」の解析を依頼されることとなり、神崎ケミカルの研究室に侵入するが、何者かに自宅を爆破される。
映画版ではグループ研修の自由課題として、21世紀初頭に結成された4人組ユニット「SCANDAL」のプロモーションビデオの演奏を再現しようと持ちかける。また、「SCANDAL」のマスコットキャラクター「キャン太」のポーチを愛用しており、その中に端末などを入れて持ち歩いている。
麗猫（レイミャオ）
声 - 沢城みゆき
誕生日不明（推定年齢15歳前後）、B型。
エリア122のC区域で生活する、戸籍をもたない「未登録住民（ゴースト）」の一人。背が高く大人びた印象で、ストレートのロングヘア（漫画版では三つ編み）に中国服というスタイル。拳法に長け、自分より強い相手は近場には存在しないと豪語する腕前で、一対一で不覚を取ったのは巨漢の傭兵と拳銃で武装した相手だけ。野良猫を可愛がっており、食べ物を集めて野良猫に分けるのが日課。美緒とは幼児の頃からの知り合いで、今も近所で暮らしているが、彼女がコミュニケーション研修を受けるようになった8年前の春から口を利いていなかった。
一作目では、川端、中村に襲われていた矢部を助け、匿っていた。最初のうちは体制側（管理社会）で恵まれた生活を送る葉月ら「端末持ち」を嫌悪し、幼なじみの美緒さえも遠ざけようとしていたが、事件に深く関わるうちに美緒と和解し、葉月らとも打ち解けるようになる。川端、中村が殺された後、石田に殺人容疑をかけられる。漫画版では、6年前に父親が「紫苑エンタープライズ殺人事件」の犯人とされて処分されたという過去を持つ。
二作目では前作の事件で暫く勾留された後で解放され、警察の監視下から逃れ、未登録民であるために唯一公安からの監視を受けていないが、他の事件関係者の少女たちに監視がついたため接触できずにいた。相次ぐ未登録民の失踪について調べていて、30年前の一家鏖殺事件について美緒に調査協力を頼もうとC区域に来ていた橡と再会し、爆破されたツヅキビルの崩落に巻き込まれて負傷した彼をなし崩しで保護し、治療のため123エリアの秀朧の元へ運び込む。嫌悪していた体制側かつ（元）刑事の橡への理解を徐々に示し始める。
作倉 雛子（さくら ひなこ）
2021年10月9日生まれ、AB型、14歳。
おかっぱに近いショートヘア（映画版ではウェーブがかかったロング）で、黒いゴシック・ファッションに身を包んでいる。その服装から「葬式娘」と呼ばれている。灰色の口紅をしている。
（狭義の）オカルト嗜好があり、神秘主義に対して度を越して強い興味を持ち、中世の占いなどを真剣に学んで実践している。占いを嗜むために勘違いされがちだが、偶然に対してライプニッツ的な形で理解しているだけである。聡明で、記憶力も優れている。問題を起こす訳ではないが、他の児童との交流は全くなく、占い趣味からカウンセラー側からすれば扱いにくい児童であり、印象も薄く、まるで折れてしまいそうに華奢だが、かなり気丈で、決してペースを崩さず行動し、大混乱の中でも毅然としている。
122エリア在住で、養父母と兄がいる。老舗大企業・神崎グループの創業者である神崎家の直系だが、生まれてすぐに実の両親と死別したため、物心つく前に兄妹で作倉家に養子縁組された。自室もモノトーンで、デスクの周りにはかなりの量のディスクとスティック、テキストファイル化されていない高価な僅少部数の古書などが整然と並んでいる。健康レベルはダブルA。
一作目では、矢部に頼まれて彼女を占い、良くない結果が出たため忠告したため、警察の聴取を受ける。人を寄せ付けないような独特の雰囲気を漂わせているが、次第に「自分が知らないことを造詣が深い人に尋ねる」と立場や年齢の枠を無視して頼ってきた不破を信頼するようになり、“運命”すら破壊してしまうほどの活躍を見せる葉月たちに興味を示すようになる。再聴取の際に律子が行方不明になり、さらに葉月が自宅で未登録住民に誘拐されたと聞くが、石田がエリアに複数ある牧野邸のうちの1軒を報告直後から把握していたことに違和感を覚え、静枝と歩未に情報を伝える。
二作目では「毒」を手にしており、事件に深く関係する。前作と変わらずモノクロなゴシック・ファッションだが、本作では更に人形のようであるとも表現されるようになる。悪夢の夜を生き延びた仲間の中で最も物理接触が容易だった律子に、7歳の時に祖父から委ねられた毒入りの壜を手渡す。その後、兄に連れられて隣の123エリアに暫く滞在していたが、何者かから逃れて神崎ケミカルの倉庫街へ辿り着き、猫や橡と再会する。
来生 律子（きすぎ りつこ）
2021年11月22日生まれ、B型、14歳。
ツインテールで、関西弁に似た独特のイントネーションで話す。細身だが背は高い。健康レベルはB。
出身は306エリアだが、2年前に神崎グループ資本の研究病院に勤務する脳神経外科医だった両親が殺害され、それを契機に1年前に祖父と共に122エリアに転入。足の不自由な祖父と2人暮らしで、祖父の口癖をよく引き合いに出す。直そうと思えば直せる原始的な機械が好きで、祖父が大昔に乗っていた熱機関原動機が装備された前世紀のバイクを趣味で1年前から修理している。
祖父と暮らしているので国語力はあるが、外国語が不得手で、翻訳ソフトには意味がズレてしまうような違和感を持っている。文章を書くのも苦手で、簡潔な文章を記すことができず、どうとでも受け取れるふわふわした文を書いてしまう。間違いや誤解をその場で訂正できないという理由でメールを嫌い、緊急や重要でないメールは2、3日放置しておくことが多い。
二作目では主人公となり、物語は律子と橡 兜次の視点で交互に進んでいく。事件後3箇月で左腕に負った銃創は完治している。自宅前で雛子から毒が入っているという壜を受け取り、成分の解析を美緒に依頼する。その矢先に家に泥棒に入られ、公安の小山田から接触を受け、静枝から何者かが悪夢に巻き込まれた仲間達を監視していると聞かされる。
漫画版ではメディカルチェックの直前に葉月らのクラスに編入してきた。誰とでもうち解ける性格だが、胸が小さいことにコンプレックスを抱いており、美緒と会うたびに胸を見てはあからさまな発言を繰り返す。父親は医者ではなくエンジニアで転勤が多いという設定。幼少期に中村との交流があり、中村の身を案じている。

#### 成年者
不破 静枝（ふわ しずえ）
声 - 平田絵里子
2007年12月14日生まれ、A型、28歳。
青少年保護育成センターの職員で、中央から122エリア支部のエリアコミュニティセンターに派遣されているカウンセラー。指定エリア内の、未成年者の生活環境の管理とメンタルケアを行うのが仕事で、葉月、歩未、美緒、祐子、雛子の担当指導員。ライセンスは取得しているが心療内科医ではない。趣味や嗜好を含む担当児童のパーソナルデータはほとんど頭に入っており、児童達からも頼りにできるカウンセラーだと信頼されている。
消毒用ウエットペーパーを手放せないが、そのウェットペーパーの消毒臭にすらも抵抗を感じる極度の潔癖症。嫌悪感が薄れてきた途端に遠ざけるような行動を取る捻くれ者。
母・幸枝は著名な児童精神病理学者だったが、母親の考え方を嫌って両親が離婚した際には望んで父親に引き取られたが、高潔で理性的ではあったが20世紀生まれ故の無神経な言葉に傷つくだけの子供時代を送り、半ば望んでコミュニケーション障碍児となり、裁判所に申請して母の旧姓に改姓することで救われる。そのため、特に言葉に対して鈍感な父親と同じ世紀末育ちの世代に肚を立てている。その母は4年前（漫画版では10年前）に連続殺人事件に巻き込まれ殺害されており（映画版では「連続殺人犯との逃避行の果てに心中した」ということになっている）、自分が嫌っていた母と同じ仕事をしている現実に対し、自己嫌悪に陥っている。
一作目では、主人公の一人。川端リョウ殺害事件に関連する超法規的情報提供に反発するが、報復人事で情報提供作業の実務担当責任者を任される。橡の監視下でデータベース化を進める中、研修を欠席した祐子が端末を紛失していたことから失踪を知り、川端と交流のあった中村が矢部家を訪問していたことを突き止める。以降は通常業務に戻ったものの、謹慎中の橡から事件の不連続性を教えられ、再び事件の渦中に巻き込まれていく。
二作目ではカウンセラーを休職中。硬かった表情は笑顔が浮かぶようになったが、生真面目な性格は変わらない。小山田からは名前ではなく「カウンセラー」と呼ばれる。無職になった橡から霧島タクヤの一家鏖殺事件の違和感を伝えられ、特殊医療情報としてデータベース化された被疑者の情報調査を頼まれる。その後、自分達に何者かの監視がついていることを知り、律子や葉月の家を廻る中で襲撃を受ける。
映画版では母が巻き込まれた事件の捜査を担当して以来、腐れ縁が続く橡のことを憎からず思っているらしい。
橡 兜次（くぬぎ とうじ）
声 - 河本邦弘
1995年3月29日生まれ、B型。
100県警刑事課の地方公務員。巡査部長。離婚歴あり。
40歳半ば過ぎ（映画版では40歳）で、不潔感は少ないものの、風采の上がらない冴えない風貌で、言葉遣いが悪く、度々性差表現を多用する無神経なハラスメント発言をするが、同世代の中では気遣いをしている方で、見た目よりつき合い易い。釈然としないと全体の方針と食い違うようなことばかり考えるため、警察組織の中では鼻抓み者だった。およそ30年前、14歳の頃に小学校からの親友だった霧島タクヤが一家鏖殺事件を起こしたことが契機となって警察官を志した。
躰が大きいだけの見かけ倒しで、屈強そうな肉体の割に、子供の頃から屋外活動が苦手。逃げ足は速いが腕力はなく、体力測定はランクCなので、公務員だから雇って貰えているものの、エリア警備なら採用不可になるレヴェル。加えて威嚇用スプレーガンを自分に向けて発射する程の間抜けでもある。最新技術には疎いが、一応1年間はV捜査課に所属していたので、特殊情報へのアクセス権限などについての知識はある。下戸。
119エリア出身。母親からは引き籠りにはなるなと躾けられて育つが、過激な運動や勝敗にこだわるような大人になるのが厭だと反発し、フィクションのゲームコンテンツに逃避して育つ。SVCに勤務していた父は既に死去し、母が暮らす実家には15年間帰っておらず、半ば勘当された状態で、離婚した先妻との間にも子供はいない。前妻には不潔で無神経で子供、徹底的に人を喜ばせるセンスがないなどと酷評されていた。自分が大人になりきれていないのは、きちんと子供にならなかったからだと自己分析している。結婚に失敗して以来、他人との上手い距離の取り方が判らなくなっている。
一作目では、昨年、管轄外で起きた紫苑エンタープライズの連続殺人事件について、石田の捜査方針に異を唱えたために訓告を受けて閑職に回されており、静枝の情報提供作業を監視するよう指示を受ける。川端、中村が犯行を繰り返していたDCに関わる連続殺人事件とは別に、臓器の一部を持ち去る別の連続殺人事件が同時進行している事実に迫った矢先、石田の指示で捜査から外され謹慎させられてしまうが、それを機に事件の核心へと迫るべく不破と手を組むことになる。また、物語から1年前に起こった「紫苑エンタープライズ」の連続殺人事件で一部の被害者に見られる臓器の欠損という関連性にも気づいていた。
二作目では主人公。一作目の事件の結果、黙っていても異動降格、異議を申し立てれば懲戒免職間違いなしだったことから、馘にされる前に自主退官したものの、SVCとD&Sの双方と関係の深い石田と敵対したことでエリア警備にも食品関連産業にも再就職できず無職となっている。自分が警察官になる動機となった霧島の家族鏖殺事件にけじめをつけようと独自に捜査を行ううちに怪我を負い、麗猫に半ば守られつつ共に行動をするようになる。
映画版では過去に不破の母が自殺（？）した事件を担当していたことを通じて、不破とはそれなりに親しい関係にある。

### 「ルー=ガルー　忌避すべき狼」の登場人物
矢部 祐子（やべ ゆうこ）
声 - 植竹香菜
2021年6月11日生まれ、A型、14歳。
青白い肌で、ピンクのコンタクトレンズ・ピンクのピアス（漫画版ではピンクの髪とバラのピアス）が特徴。プライヴェートで人と会うことこそなかったが、研修中は積極的にコミュニケーションを取るタイプ。
絵が上手で、DC（デフォルメーション・キャラクター）のイラストコンテストである「DCビエンナーレ」で賞を取ったこともある（映画版ではDCイラスト投稿サイトの常連となっている）。部屋には幼児期に親から玩具として与えられた、デフォルメされた20世紀のキャラクタートイが沢山並べてある。両親は測量技師の公職に就いており、配偶者同職雇用制のために揃って家を空けることがある。健康レベルはトリプルA（身体能力のみD）。
通常の人よりもモノがデフォルメされて見える「形状認識異常」のため、写真と絵の区別が困難という認識障害を抱えていること（映画版では彼女のオリジナルイラストが半世紀前のとあるアニメーションのキャラクターに酷似していたこと）が原因で川端、中村に命を狙われることになる。通り掛かった麗猫と歩未に助けられ、両親が旅行中で、かつ端末を壊されていたため家にも戻れず猫の家に匿われ、川端が殺害された日のコミュニケーション研修を無届けで欠席する。C区域にある美緒の家の前で葉月と歩未に出会い、歩未と接触した際にピアスを落としていたことがきっかけで葉月や美緒とも交流を持つこととなる。
猫に保護されるが、長時間雨に打たれたせいで風邪をひいて発熱したため、歩未の家に移されて保護されてから、美緒の作戦で葉月の家の前でエリア警備に引き渡されたはずだったが、歩未の尾行が巻かれて間もなく何者かに殺害されてしまい、頸動脈を切断、腹部の裂傷から肝臓を含む臓器の一部を欠損した無残な遺体が発見され、連続殺人の7人目の被害者となった。その際、エリア警備の情報が改竄されていたことが発覚し、少女たちは警察内部に犯人がいる可能性に思い至ることとなる。
漫画版では自身の障害を雑誌記者に嗅ぎつけられ付きまとわれていたところを葉月たちに助けられたのがきっかけで深い交流が始まった。
川端 リュウ（かわばた リュウ）
声 - 坂巻学
2019年11月12日生まれ、O型、16歳。
保健衛生局員の息子。30年以上も前の20世紀のセル画式アニメーションの熱烈な信者で、昔の機械をチューンナップして円盤式のソフトを再生していた。数年前に死去したムーヴィーディレクター達を信奉しており、DCに関わる少女達をレプリカにも拘らずオリジナルだと勘違いしている愚か者と見なし、粛清の鉄槌と称して中村と共に殺害していた。
形状認識異常者を洗い出すために国際キャラクター症候群学会というサイトで診断テストを運営しており、それに引っ掛かった祐子の命を狙うが、122エリア居住区の端にある中央南北ラインの陸橋下で遺体が発見され、他の被害者とは性別が異なるということで広域指定犯罪とはならず、県警エリア局に捜査指揮権が委ねられる。
中村 雄二（なかむら ゆうじ）
声 - 勝沼紀義
2019年4月10日生まれ、AB型、16歳(漫画版では14歳）。
川端のクラスメート。公開データ上留意すべきような特異点のない凡庸な少年で、昔のペーパーマガジンのコレクター。「アニメ」の信奉者で、この時代の主流であるDC（デフォルメーション・キャラクター）とアニメが新旧問わず一括りで呼ばれるようになったことを嫌悪している。
川端と共謀し、エリア内で連続殺人を重ね、矢部裕子を襲った。川端が殺された日に行動を共にしていたために殺人の目撃者か被疑者とされて、警察で重要参考人として事情聴取されていた。聴取直後に失踪していた祐子の自宅を訪問し、その記録を最後に行方不明となったことで殺人の被害者候補としても捜索が進められたが、祐子の死後、頸、胸、腹、右腕を鋭い刃物で深く切られた他殺体として、C地区の廃屋の中で発見される。だが、死亡時期は祐子よりも1日程早かったことから、彼女の殺害については関与が否定される。
かつては306エリアに住んでいて、律子とはよく一緒に遊ぶ幼馴染で、10歳の時に父親の仕事で122エリアに転入してからも毎年数回は帰省して年に1、2度はメールを遣り取りする仲だった。だが1年前に律子の両親が殺害されて以降疎遠になり、彼女が同じ122エリアに移った後も一度も会っていなかった。
漫画版では原作より出番が多く、律子と言葉を交わす場面もあり、幼少期に父親から虐待されて育ち父の死後施設に引き取られる前に絶望の中でアニメに出会い救われたという設定になっている。
二作目には名前のみ登場。律子に一作目の事件への疑問を抱かせる要因となった。また、父親がKSSの幹部として登場する。
相川 亜寿美（あいかわ あすみ）
連続殺人事件の6人目の被害者で、14歳のクラスに所属する女子児童。メディカルチェックはトリプルA。走るのが速く、全国大会にも出場し、アスリートとして大成するのではないかと有望視されて県外にも名前が知られていた。両親からは娯楽を一切与えられずに育てられたため、DCなどは幼稚なものとして軽蔑し、話題に出しただけで相手を馬鹿にしていた。訓練で夜通し走っていることも多く、過去に2度程無断外泊している。3度目の無断外泊から2日後の朝、胴体が2つに分断されて内臓が四散し、首と四肢も切断寸前の凄惨な遺体が、A地区の住宅地の真ん中にゴミのように捨てられていた
石田 理一郎（いしだ りいちろう）
声 - 青山穣
1999年7月19日生まれ、AB型。
県警刑事部R捜査課強行犯担当管理官。橡の上司だが、橡より2、3歳年下（映画版では36歳）。痩せた腺病質な男で、論理的な口調で話すが、嫌悪感をあからさまに態度に示し、嫌味な発言も多い。
合成食品産業の創始者である「SVC」初代会長・鈴木 敬太郎の曾孫で、政財界にも強い影響力を持つエリート官僚。また、エリア警備を経営する「D&S」創始者の孫でもあり、D&Sとは癒着して私物化していると噂されている。幼少期から成績は119エリアで一番だった。着実に昇進しながら栄転を続けており、4年前に32エリアで不破幸枝の患者が起こした連続殺人事件、昨年に西の300番台エリアで起きた紫苑エンタープライズの連続殺人事件の捜査にも関わっていた。アングラ情報では異常心理に関わる犯罪や猟奇的な事件といった凶悪犯罪のエキスパートで、本来であれば中央のかなり上の方に収まっているべき人物だが、凶悪犯罪が発生する度に、その地方の警察に派遣されると噂される。だが、未解決で迷宮入りした事件もあることから静枝は能力を疑問視している。紫苑エンタープライズの連続殺人で橡の意見書を却下して当時の管理官にクレームをつけた張本人であり、以来彼を嫌っていることは公然の事実で、転属で部下になった彼を閑職に追いやる。
違法であるデータ提供の法制化を構想しており、不破たちカウンセラーに「連続殺人事件の再発を防止するための超法規的措置」を口実に本来なら違法行為となる担当児童の個人情報提供を要請する。
事務局長
声 - 西村知道
牧野議員/養父
声 - 佐藤晴男
県議。葉月の養父。6人の無保護者児童を養子として引き取って、それぞれ別の家で養っている。その件について、過去一部で強い批判があった一方で、評価もされた。多忙のためなかなか彼らに会いに行くことができないが、帰宅前に物凄く詳しい1箇月分の保護者用データを読んで把握している。
司馬 佑子（しば ゆうこ）
カウンセラー。川端や連続殺人事件の6番目の被害者である相川亜寿美を担当していた。やる気がなく、児童に対して細やかな配慮はできない。
アルヴィル
フランス人のエリア警備。元傭兵。スキンヘッドに孔雀のヘッドアートを入れた大男。
漫画版では「紫苑エンタープライズ殺人事件」の容疑者だったが、証拠不十分とされた。現在は鰐淵勇雄の名で122エリアのエリア警備課長の職に就いている。
高杉 章治（たかすぎ しょうじ）
県警刑事部R捜査課課長待遇の警部。橡の後輩だが階級は上。橡を信用しているため出世できないといわれている。齢は20代後半だが童顔。8歳の時から15年間引き籠っている23歳の妹がいる。
謹慎から停職処分になった橡を探し、静枝と一緒に保護してエリア119に匿おうとする。
高沢（たかざわ）
静枝の同僚の指導員。形状記憶植毛をしており、静枝からはセンター一愚鈍だと酷評されている。
横田（よこた）
122エリアのエリア警備官。50代ほどの男性。間伸びした強面のわりに、口をあまり開けないで喋る。無神経で、差別発言やセクシャルハラスメントを繰り返しても気付いていない。
油谷（ゆたに）
医療用のマスクをつけた白衣の男。鈴木家専属のシェフで、厨房を30年以上任されている。
老（ラオ）
中国系の未登録住民である細身の男。仕事の時はメタルスーツを着用する。今時珍しい銃のマニアで、祐子を拉致した際に猫に発砲して重傷を負わせる。
鈴木 敬太郎（すずき けいたろう）
SVCの前身である『鈴木食品化学』の創業者。自然保護を旗印にしている代議士のほとんどに彼の息がかかっているという。物語の時点で生誕115周年を控え（漫画版では生誕160周年）、20年ほど前に死亡している。
生命保護運動にも積極的に関与した人物として有名で、国際稀少動物保護基金名誉理事、保護海域生態系回復プロジェクト、捕鯨の全面禁止、国内自然動物保護区設定、といった功績を持つ。
百鬼夜行シリーズの『百鬼夜行――陰』に収録される「鬼一口」にも登場。第二次世界大戦では新兵としてビルマの戦線へ出征、爆撃を受けて瀕死になり動けずにいた時に上官の将校から果物や肉片を貰って餓死を免れ、復員後はある事件に遭遇した昭和27年9月まで地方新聞の活字を組む仕事に就いていた。幼少期から漠然と鬼に興味があって、素人ながら民俗学関係の書籍を好んで読み、また両親が6歳で離縁して叔父に引き取られ、父は昭和17年頃、母はその翌年、叔父も戦争中に死亡して天涯孤独であったことから、家族にも強い執着があった。
神埜 聖未（こうの きよみ）
歩未の姉で保護者。環境整備開発援助プログラムのメンバーとして海外に長期赴任しており、情勢の不安定な国にいるので、当面帰国できないらしい。
霧島 タクヤ（きりしま タクヤ）
橡の（「児童の頃」の）同級生。30数年前、14歳の頃に近所に住む女児を石で殴り殺し、家の者に咎められて親兄弟5人を全員刃物で殺害する。血も凍る殺人狂と恐れられたものの、事件後は未成年ということで保護されて、精神鑑定で行動障碍と判定されて犯行時の責任応力はないという判断がなされて医療施設に収容されたが、出所後行方不明となっていた。
人を殺すのは良くないことだと充分に解っていたが、人を殺したくなる衝動を抱え、満たされない抑え切れない気持ちをナイフを持ち歩くことで抑え込んでいた。
一作目より前に殺害されているが、そのことに橡が気付くのは二作目になってからである。犯行前後に橡にコンテンツの録画を直接頼みに来たことに不審を覚えたことがきっかけで橡はこの事件の再調査を開始し、実際には過度の物理接触がしたいだけの、いわゆるオーバータッチング症候群に過ぎず、殺人衝動はなかったという推測や、所持していたナイフが市販品ではなかったこと、兄は十数箇所差しているのに対し、両親と弟、祖父は頚動脈を斬って一撃で失血死させているという違和感が発覚する。
不破 幸枝（ふわ ゆきえ）
静枝の母で、高名な児童精神病理学者。故人。エリア32にあるSVC資本のメディカルセンターに勤務していた。社会学者でフェミニストだった夫とは思想上の対立があって離婚した。
著書も多く、実績もある人物だったが、4年前に担当していた行動障碍を持つ16歳の児童が、治療中に10歳前後の児童を狙って6件の殺人事件を犯していた被疑者とされる。少年の無罪を主張する一方で、世間の論調に自信を失っていき、少年の判断力が正常であると鑑定できてしまい、間違いなく有罪が確定すると考えて、精神鑑定中に少年を連れ出して逃避行に移り、錯乱状態で娘に助けを求めるも拒絶されたことで完全に精神崩壊し、少年に頼んで扼殺されて死亡する。
殺害後に少年も飛び降り自殺し、事実上は一種の心中であったが、煽情的な真相を世間に知らしめることは宜しくないという警察側の判断で、精神鑑定中に激昂した少年に殺されたと発表される。

### 「インクブス×スクブス　相容れぬ夢魔」の登場人物
作倉 遼（さくら りょう）
神崎ケミカルコーポレーションの主任研究員。雛子の兄。真面目そうで端正な顔つきの好青年。年齢は25歳で妹とは11歳も齢が離れている。
かなり早い段階で多くのカリキュラムを消化した優秀な人物で、20歳で神崎ケミカルコーポレーションに就職。希望を受けつけずラボに配属しなかった大叔父の死後に転属、現在は神崎ケミカルコーポレーションの研究開発部門のチーフであり、ラボラトリーセンターの責任者を任される。妹や義理の両親と離れ、123エリアにあるラボに併設されている職員用住宅で生活している。
来生家を訪問した雛子を探して家に連れ戻す。その後、強盗が来生家に侵入した際に再び訪問し、言動の不審な小山田と対峙した。
小山田（おやまだ）
全国統合警察機構公安部十課の警部。37歳。遮光ゴーグルを装着し、黒いクラシックなスーツと黒いグローブ、さらに髭を生やしている。まるで警察官には見えない怪し過ぎる風態は、仕事のためとはいえまるで褒められない汚いことをしているのを常に自覚するためにあえてしているという。
GIDだったが、同性愛者の親類に襲われて心に傷を負ったことがきっかけで、カウンセリングを受け生物学的性別に自己を矯正した過去を持つ。
一作目で事件を起こし不問とされた被害者だが明確に犯罪者でもある少女達の処遇について、説得できない世間に真相を公表するのは得策ではなく、麗猫が関わったことによる未登録住民に対する集団ヒステリーを防ぐために必要な措置ではあったと部分的には肯定しているものの、救済が必要な彼女達を裁かずに放り出したことは実刑以上に重い罰だと感じており、同時に仲間のためにテロ行為を成功させてしまった者達への対応としては甘いと考えている。
神崎ケミカルが5年前から人体実験を再開した疑いがあると内偵を強化していた。同時に3箇月前にテロ騒動を起こした少女達を新設した集像機で監視していたが、捜査中に美緒や律子、葉月の自宅が襲撃されるという事件に関わり、なし崩しで自分達の任務内容の一部を教える。
浅岡 亨（あさおか とおる）
現県警察機構100長官で、県警察機構連絡会議議長。目つきの悪い陰険そうな男。一定期間の職務遂行によって一旦降格した後でまた昇った珍しい例。 国警総監にクレームを入れて捜査を中断させ、県警のエリア担当局長クラスを顎で使えるレヴェルの権力を持っている。30年前の一家鏖殺事件では警視庁の管理官として捜査を担当した。
霧島 イクオ（きりしま イクオ）
30年前の一家鏖殺事件で殺害された霧島タクヤの兄。享年25歳。神崎グループ資本の子会社「神崎警備保障（後の株式会社KANーKEI）」に勤め、海外派遣を中心に、砂漠やジャングルなどの一般的とはいえない環境下での警護や警備を担当する特殊環境警備課に配属されていた。定期検診で人間ドックを受けた際、神崎ケミカルが31年前に再開した未認可の医薬品で、本人未承諾の臨床試験を受けていた10人の被験者の一人とされる。
中村（父）
前作で死亡した中村雄二の父親でKSSの幹部。30年前は株式会社KANーKEI特殊環境警備課に配属されており、13年前までは神崎壮一の側近として行動を共にしていた。306エリアの警務部長を務めた後、6年前に123エリア本社警備の責任者に栄転し、5年前に本社警備を厳重化した。
梶浦（かじうら）
KSS緊急時対応ユニット03。中村の後任として306エリアのKSS警務部長を務めた後、一昨年に123エリアの本部に転属した。
田辺（たなべ）
県警エリア123担当局長。来年高年齢降格対象になる。
秀朧（しゅうろう）
123エリアに長年住む未登録住民。禿頭の老人。123エリアにある築80年の旧河北医院の設備を使い、30年程前から非合法な天然食材調達や医療行為をする「クスリ屋」を営んでおり、様々な怪我や病気を治し、未登録住民たちから尊敬されている。3代前からこの国で暮らしている。
一作目で銃弾を受けた猫の治療をした。二作目ではツヅキビルの崩落で負傷した橡を治療するか、C区域が封鎖された際に何者かに襲撃される。
宋冲（そうちゅう）
123エリアのC地区で定住組の未登録住民の長をしている若い男。頭に血が昇りやすく、感情で物事を判断してしまいがちな性格。20代の若い未登録住民が何人か忽然と失踪していることから、仲間内に裏切り者がいるのではと疑っている。
都築 賢章（つづき けんしょう）
美緒の祖父。故人。122エリアのC地区が特殊商用区域だった頃に、街の発展に大いに貢献した人物。大陸に拠点を持つ事業家で、蔭になり日向になって未登録住民を支援し、国の仕組みが大きく変わり始めた時に旧歓楽街を拠点に生き延びられるよう尽力した、恩人と言える存在であった。随分前に亡くなっているが、未だにツヅキ大人と呼ばれて慕われている。ただ、法的にはあまり褒められた行いをしていなかったため、歓楽街が衰亡し撤退する際に地域住民や警察と少なからず悶着を起こしている。
都築 賢太郎（つづき けんたろう）
美緒の父。職業は昔でいう金融業だが、非合法ではないがあまり自慢できない特殊な情報産業も営んでおり、他国籍住民や未登録住民とも密接な繋がりを持っている。住所は一応エリア122C区域にあるツヅキビルの3階だが、仕事の関係で海外にいることが多く、妻共々、美緒の子育てにはあまり手をかけていない。
神崎 玲司（かんざき れいじ）
神崎グループの前会長。作倉兄妹の大叔父（祖父の妹の配偶者）。5年前に老衰のため心不全で死去している。実直な性格で、血縁からではなく実力で社長に推されたとされている。31年前に神崎ケミカルの社長に就任した際、50年前に封印された毒物のサンプルから開発した新薬で人体実験を行ったとされるが、実際には人体実験を開始した義兄を止めるために企業の実権を奪っていた。
神崎 壮一（かんざき そういち）
神崎グループの先々代会長。作倉兄妹の祖父。完全無欠の優性人類を作る薬品の研究に没頭するため、31年前に義弟に社長を譲ったが、非合法な人体実験を止められて企業から完全に隔離され、名ばかりの会長に退いた。薬品の被験者となった息子夫婦が亡くなってからは廃人のようになり、7年前に死去する際、雛子には家の呪いを解き放つための猛毒「スクブス」が入った壜を遺品として譲り、遼には「インクブス」の研究データを残した。
神崎 裕（かんざき ゆう）
作倉兄妹の血縁上の父親。雛子が物心つく前に多臓器不全で亡くなっている。享年は30代。
神崎 美姫（かんざき みき）
作倉兄妹の血縁上の母親。夫の死から半年後、雛子が1歳になる前に自宅屋上から転落して事故死している。死亡する直前、当然様子がおかしくなって意味不明の言葉を話すなど、錯乱状態にあったとされる。

## 世界設定
児童（じどう）
本作では「全ての未成年者」を指す言葉。
子供の人権が認識されたことで、子供のプライヴァシーの保全が主張されるようになり、自分の子供と雖も立ち入れない部分があると保護者の方も認識して接するようになった。そのため、愛情の欠落や保護責任に関わらず、保護者はごく普通に子供のことを何も知らない。未成年者に対する面会の強要は、場合によっては暴力となり得るため、必ず保護者を介して本人の諒解を取る必要があり、本人に直接アクセスしてアポイントメントをとっても、何か問題が起きた場合にその諒解は法的に無効となってしまう。
法改正によって少年法が廃止され、未成年者と雖も犯罪を犯せば逮捕も起訴もされて刑事罰が加えられるようになり、裁判が慎重に行われるため、やや長引くことを除けば、成年未成年の区別は一切ないとされる。ただ、未成年者の場合、公式公開情報以外の私的公開情報は法的な証拠能力を持ち得ないと判断される。刑法上未成年という考え方は失効しており、現行法では量刑に年齢は関係ないことになっている。
現代の児童は他人との関わりには限界があると弁えているので、昔の子供と違って苛々してキレることは少なくなっており、2020年をピークにして未成年者（児童）の起こす犯罪件数は年々減少傾向にある。
養育義務を放棄する親、養育権利を剥奪された親は跡を絶たないが、14、5年前をピークにここ数年は減少傾向にある。無保護者児童のほとんどは福祉施設で生活しており、環境はよく待遇も悪くない上、昔と違って偏見を持たれるようなこともないので、何の不自由もなく、貧しい家庭よりもある意味では幸せに育つ。
物理接触（リアルコミュニケーション）
「端末」などを介せずに、人々が直接対話をすること。作品世界では「端末」の普及などにより、物理接触は一種の特別な行為とされており、煩わしいとして嫌悪する者も珍しくない。10代の児童の会話は8割が文書によるもので、トラブルの表面化を避けるために、誤解されそうな曖昧な言葉を使わず、一通りの解釈しかない文章を書くことが円滑なコミュニケーションの必須条件。
情報交換はどこにいてもでき、情報の遣り取りだけで世界の大半は動いているので不便はないため、未成年のほとんどは第三者と積極的に物理接触することを好まない。年齢（クラス）も性別（ジェンダー）も違う相手と直接面会するのは稀で、今時男女交際するのは前世紀の性愛愛好症（ニンフォマニア）扱いを受ける。
端末（モニタ）
この世界で使用される複合型情報機器の総称。漫画版では手首に装着するリング状の端末から立体映像で画面やキーボード等を表示するシステム、映画版では現実世界のデジカメに似た外見の携帯端末が描かれている。ネットワークに常時接続されており、人々はこれを常に携帯することで現在地情報・健康状態などを監視されている。また監視以外にも多くの機能を兼ねており、買い物や学業、自宅のセキュリティなど生活のほぼ全てをこの端末だけで済ませることができるため、この世界においてはモニタ越しでない「物理接触」は希薄となっている。
刑事の場合は持たずにいると処罰対象だが、一般人は携帯していないことが見つかっても注意勧告される程度の緩い携行義務しかなく、虚偽の申告さえしなければ罰則にはならない。ただ、電子ロックの開錠や料金の支払いなど、様々なことを端末に依存する以上、携帯しないと何をするにも不便である。
ケースDの重要参考人の場合、裁判所の決定があれば強制的に端末のGPSを作動させて衛星で追跡が可能。保護者や親族は児童の端末にGPS探査をかける権限があり、GPSモードにしていれば保護者コードで誤差50cmで居所が判り、GPSモードになっていなくても保護者モードでエリアブロック単位まで探索をかけられる。
なお呼び名の「モニタ（Monitor）」は「監視する」という意味だが、普及率が異様に高かった動画の受信専用機のスタイルが家庭用情報端末の原型にスライド採用されたという経緯があり、受信機のディスプレイ部分をモニタと呼んでいた名残でもあると登場人物らによって解説される場面がある。

登録住民／未登録住民（ゴースト）
国に住民登録をされている者／いない者の総称。未登録住民はかつて移民と呼ばれた人々であり、不法入国、違法滞在したまま隠れ続けて逮捕や送還を免れ、そのまま出国しそびれた者達の子孫で、安価な労働力として扱う国もあれば「ルー=ガルー」の舞台のように腫れ物のように扱う国もある。実態を掴まれないように国中を自由に渡り歩いて暮らしている。いまだに地縁血縁で集団を形成し、体制側の作った枠組みを無視する形で、非合法な手段で生計を立てている非遵法者。体制の管理下にない以上、別の国の住民のような存在である。
登録住民は端末を用いて生活できるが、未登録住民は端末を手に入れることも出来ず、入手したとしても情報が無いため使うことはできない。また未登録住民はC指定地区にしか事実上住むことができない。端末がないため電子通貨を用いた買い物が一切出来ず、物々交換を行う。食糧は合成食品ではなく貴重な天然食材を使い、衣服も天然素材のアナクロなものが主流。決して正業には就けないために基本的には貧しいものの、奪い合うとしても食糧か医薬品程度で、大規模な犯罪行為はほぼ起こらない
存在自体が法律違反だが、国としての対策方針が定まっていないので、ただ生活しているだけなら手は出せず、人権保護の名目で隔離され、いないことにされている。犯罪に巻き込まれたとしても、訴え出れば身許を調べられて逮捕され、未登録住民と確定すれば施設に収監される。データ化もされていないので、警察でも居所、人数、年齢、健康状態などは正確に把握できていないのが現状。
ゆるやかな連帯としてあるだけで、強い結びつきもないので、集団としては体制に反抗する時に団結する程度の連携しかしない。対立したり癒着したりする程に差異はなく、啀み合っても得がなく、利害関係は発生しないのでコミュニティ同士での争いは起こらない。
クスリ屋
非合法な天然食材調達人であるC区域の未登録住民のこと。

合成食品
この世界の人々が主食とする食品群の総称。「生物の命を奪う必要のない安全安心の食品」と謳われている。この世界での食生活は合成食品のみで完結することが常であり、嗜好品である酒や煙草（現代における違法薬物と同じ扱い）や、動物性原料からなる「天然食品」は過去の遺物として葬り去られている。そのため、現代の人間は文字通り「虫も殺さない」のが当たり前となっている。
なお、飲料はフラボノイドドリンクが最近の流行。

「学校（コミュニケーションセンター）」
「ルー=ガルー」の世界では従来の「学校」というものは存在せず、「コミュニケーションセンター」として機能する程度になっている。この施設にはカウンセラーが常駐しており、精神面におけるコミュニケーション能力の育成を目的とした「物理接触」の研修を中心に行い、一般的な学業は「端末」を通じた通信教育を中心に行われている。
児童は週に一度だけ登校し、学習レヴェルの上下や保護者の職業などに拘らず、完全に横割りの年齢別にクラス分けされる。最近の子供が他人と物理的に接触する数少ない機会であり、生身の人間同士の正常な関係を図ることが困難な児童の増加を受け、社会性を養うという目的の下に行われているため、カリキュラム終了後はすぐに帰宅するように指導されているものの、真っ直ぐ帰る者はほとんどおらず、指導員達もある程度は見逃している節がある。
あらゆる「児童」は「端末」を通じて、個人の学力や健康状態などの情報を管理され、それぞれの適性を考慮したカリキュラムが自動で組まれるシステムとなっている。2時間以上の連続学習はしないように指導されている。学習プログラムは理解するまで次のステップに進まなくていい仕組みで、ほぼ無料のサポートサービスもあり、解らなければ解るまで取り組める。
公的な施設に華美な装飾は不必要と、簡素且つ清潔をコンセプトとして、各エリアごとで全て統一規格を以て建てられており、部材もデザインも全て一緒で、周囲は緑地帯にする決まりがある。カウンセラー用の個室であるカウンセリングルームはリラクゼーションがコンセプトで、どれもグリーンを基調にした落ち着いた色彩で統一され、採光部が大きく取られた明るいスペースとなっている。IDカードを通してカウンセリングルームに入室すると室内でのことは記録されるが、その様子は厳重に保護され、特別な場合を除いて第三者が盗み見ることは禁止事項にあたる。センターコントロールシステムのプログラムも所長の権限だけでは変更できない。
各エリアのセンターが管理する児童のプライヴェート情報は、総て児童個人から預かっているだけという扱いのために非公開が原則で、年齢が10歳を超えている場合は、たとえそれが保護者であっても閲覧には本人の許可が要る。データは単なる児童の生活記録ではなく、学習や発達に関する情報、家庭環境家族構成は勿論、趣味嗜好、性癖性向の変遷、体質や肉体的な特徴、詳細な病歴から日記、夢の記録まで、児童のメンタルケアに必要なあらゆる情報がデータベース化されている。
大前提としてカウンセラーは助言や要請への対応はしても一切の強制力を持たず、社会的弱者たり得る児童の基本的な人権を保護し、健全に育成する権利を行使する手助けをする。重度の引き籠り児童のように訪問カウンセリングが必要な場合や、育成環境指導が必要かどうか調査に行くような特殊な場合を除き、センター職員が児童の登録居住家屋を直接訪問することは年に1度もない。センターに勤務するカウンセラーは公務員ではあるが、カウンセラーコードでアクセスできる特殊情報は担当エリアの児童情報や特殊医療関係情報だけで、他のアクセス権は一般と同等、閲覧のみでダウンロードできないデータがほとんどな上、厳重な守秘義務が課せられ、第三者への譲渡や複製は厳しく罰せられる。受け持ちは上限100人と規定され、目配りが行き届く限界はひとり当たり30人が限度とされるが、122エリアではカウンセラーの数が規定より少ないために上限ぎりぎりの90人以上を受け持っている。
ここ10年で様々な問題が噴出してきて旧弊的な教育制度は瓦解し、「教育」という言葉に教え育むという本来の意味が見出せなくなって言葉自体が排除された。現代では「教師」という職業は存在しなくなっており、専門知識を習得する手助けをする者は「講師」、社会規範遵守の手解きをする者は「指導員」と呼ばれ、コミュニケーション研修の担当者に対する「教官」という名称も近々改称されると考えられている。また、「学生」「先生」という呼称も使われなくなっている。
総合メディカルチェック
近年、児童を対象に行われるようになった精密な身体検査のこと。未成年の肝機能障碍の爆発的な増加の原因を、5年前に採用された合成食材の成分基準に求める動きに対応し、食糧庁や厚生科学省の思惑を受けた総合国民育成機構が各コミュニティセンターに於ける児童の精密検査実施奨励に至った。癌検査のための組織サンプル採取や全身のスキャニングまで徹底して行われる。コンディションの結果はトリプルAを最高とするアルファベットで評価される。若年層の難治性疾病障碍が増加していることもあって、特別メディカルチェックと呼ばれる本格的な精密検査を丸2日以上かけて定期的に行うセンターも増えている。

### 経済
貨幣は廃止、電子化され、信用販売という考え方がなくなったことでクレジットカードも消滅し、メニューに接続した自分の端末にオーダーを入力すると同時に端末の持ち主の口座から即座に料金が支払われる。
リアルショップ
現実世界に存在する商店。作品世界では日常的な買い物は「端末」で済ませるのが常態化しているためリアルショップの必要性は薄く、「マニアックな需要を満たす」だけの存在となっている。
犯罪防止のため、総てのリアルショップは利用者の行動を記録する設備を整えることが義務づけられており、特に長時間滞在する飲食店では、エリア警備から派遣された監視員が常駐し、客室の画像を監視している。プライヴァシー保護のため、音声を盗聴することだけは禁止されているが、記録された画像と音声のデータは一定期間保存され、犯罪に関わると裁判所が認めた場合のみ警察に提出される。
移動機械
移動機械はソーラーカーが普及し、充電式の電動車は少なくなって、児童や長距離移動時は公共移動機械のシャトルを利用する。化石系揮発油を燃焼させて有毒ガスを排気する自動車やモーターサイクルのような旧式の移動機械は数年前から公道での走行が全面禁止され、オペレーターの飲酒や体調不良、不注意が原因で至る処で起きていた交通事故も激減している。
大型輸送機械が一般道を走ることはなくなり、昔の高速道路は運送用高架道路として利用されるが、最近の物流は地下の搬送パイプを通すのが主流。
縦列二輪車（ダブルサイクル）は移動ではなくスポーツアミューズメントの人気メニューとして残る。

### 土地
国土は零番台から800番台までの「エリア」に区分される。ナヴィゲータの地図では、緑地などを含む公共施設区域がグリーン、商用区域はブルー、工業用区域はグレー、開発中の地域を除く一般居住区域（A指定地区）は白地、多国籍者混在居住地区（B指定地区）はイエロー、未登録住民や外国人が生活するC指定地区はマゼンタ、BとCが重なっている面は赤に色分けされる。
A地区は精緻に区画整理がなされ住環境整備が行き届いており、規格住宅街は全国どこでも全く同じ外観だが、全国のA地区の60%が規格外となっている。住環境整備の名目の下、各家庭ごとに廃棄物処理設備の設置が義務づけられる。B地区はC指定地区に隣接、或いは重複して存在しているケースが多いが、C地区とは違って管理が厳格。C地区は全国の居住エリアのふたつにひとつは存在し、大昔のスラム街のような場所ではなく、手がつけられない程荒んでいる訳でも、恐ろしく貧しい者ばかりが住んでいる訳でもないが、環境衛生基準をクリアしていないので非衛生的で、モニタで管理しているふりができないので、他の地区と違って不法投棄されたゴミが回収されずに残っている。表向きは格差はないとされているが、経済的に恵まれていない居住者が比較的多く生活しているなど、事実上の差異と差別意識は存在し、善良でない者や外国人、戸籍とIDカードを持たない非登録住民、都市部ではほとんど見かけない野生化した犬や猫も吹き溜まるほか、商用区域では販売許可の降りないタバコやアルコールなどの合法的ドラッグを販売する飲食店もC地区に特有。
委託外部機関が査定して無駄な夜間照明をカットする政策が10年程前から取られているので、前世紀より星空が見やすくなっている。
122エリア
主人公達が生活するエリア。
センターで管理される児童は3200人程度。メディカルチェックに於てトリプルA判定児童の比率が1割弱と県内で一番高く、中央から健康維持環境モデルエリアに指定される。区域内の治安がよく、コミュニティ内の治安維持がスムーズに行われているので、無保護児童や特殊環境家庭の占める率が多いわりにコミュニケーションの授業は淡白で、講習自体は15時に終わる。カウンセラーの数は規定より少ないが、一人あたりの児童の受け持ち上限である100人をぎりぎりで越していないために増員要請が通らない。
エリア警備は東の119エリアに本社があるSVC傘下のD&Sが請け負っている。
119エリア
SVC本社があるエリア。住民の70%が何らかの形でSVCの恩恵を被っており、SVCのお蔭で暮らしが成り立っていると言っても過言ではない。
123エリア
神崎ケミカル本社があるエリア。そもそも住宅地が少なく、C地区は56箇所に小さく分散している。住民の3分の1が神崎の関係者。
動物保護区
現存する生物を保護するための施設。住宅街で野生動物が発見された場合、速やかに各コミュニティの環境衛生課への通報が義務づけられており、絶滅を防ぐために即座に派遣されるエキスパートに捕獲されて生物保護区へと送られる。内部には厳然たる弱肉強食が存在するため、都市部で捕獲され保護区に送られた生物は餌の取り方や点滴の存在を知らないため、その生存率は極めて低い。
この世界では虎や狼は人間の狩猟によってすでに絶滅しているが、一方で鯨は捕鯨の中止によって増加しているらしい。野生の鳥類も珍しくなり、保護区外では緑地帯くらいでしか確認されず、それも保護区から逃げてきただけのものとされる。絶滅危惧種だった雀は保護区で生き延びている。かつては鴉や雀より数が多かった鳩も珍しくなり、鳩自体を信仰の一部と捉え飼育許可を取って餌づけをしている神社など一部の宗教施設を除けば、見かけることも少ない。
家庭での動物の飼育にはそれぞれ飼育環境基準が設けられ、その基準をクリアした設備を持たない限り、飼育の許可が下りない。そのため、愛玩用の動物を飼育できるのは、経済的にかなり余裕のある人達だけである。

### 治安
治安維持はエリア警備、県警察、全国統合警察機構の3つの組織が担っている。命令系統は独立していて互いに干渉できないが、情報共有は基本諒解事項で合同捜査もする。
テロ行為に使われる兵器はEMP爆弾などサイバーテロ系のものだけ。現在の警察の主な仕事は流出したデータの悪用の取り締まりとなり、警察機構の3分の2は情報管理に携わるV捜査課で、テロ対策班も8割がサイバーテロ専門。電子犯罪で検挙される者の6割は未成年。
死刑の廃止と同時にあらゆる時効も撤廃された。家屋に脅し取るような物がなくなったので、強盗事件も珍しくなっている。データを改竄する方が人を騙すより楽なので、詐欺も減少した。
不法投棄に科せられる量刑は極めて重く、A地区、B地区、商用区域では産業廃棄物を見かけることはほとんどない。企業体には自主的な処理が義務付けられ、処理し切れない廃棄物は共同廃棄物集積所で定期的に処理される。
一部の紛争国を除けばほとんど何処の国も安全で武器は全くなく、移動機械で突っ込むような大雑把なテロも、被害が大きい割に成功率が低いという理由で行われない。物理攻撃は非効率的というのは常識で、大量破壊兵器の威力を誇示することは無意味で馬鹿馬鹿しいと認識される。人殺しにしか向いてない銃火器は廃止されてどこの国でも作るのをやめており、今時はアフリカか中近東の骨董屋で大昔のリサイクル品が出回る程度で、密輸すらされない。警察官も銃器の携行は禁止されている。毒ガスや細菌などの生物兵器も過去のものとなっているが、生物学的危害（バイオハザード）が発生する虞れがあると判定された施設を含む敷地は特別隔離許可区域として隔離システムを備えることが義務づけられ、建物は完全密閉できるように、敷地への交通路は遮断できるように設計される。
エリア警備
自警団的な民間組織が発展する形で15年前に誕生した組織。警察の業務内容が著しく変化してしまったこと、更にはセキュリティシステムの普及に伴い、ある部分に於て警察単独での職務遂行が難しくなって来たことが背景にあり、警察機構の中の交通部、警備部、警邏部、防犯部の一部を分割して民営化し、各地域の自警団を吸収する形ででき上がった。旧警察機構の一部を母体とし、各エリアで認可を受けたセキュリティシステム管理会社が経営を行っている。
命令系統が違うので、通常警察がエリア警備に直接指示することはない。規則で武器に類するものの携行が禁じられ。要人警護は県警連の管理下でエリア警備が実働する。緊急医療行為講習を受けて緊急医療行為者資格を取得しなければならない。
警察の業務の60%が委託され、退官後の警察官は横滑りして再就職することが多い。ただ、昔の天下りとは違って警察時代の収入の6割程度が保証され、それに見合った職務が割り振られるだけで、管理職にはまずなれない。
警察機構から治安に関する業務を委託されている民間企業に過ぎず、一社独占ではなく、地区ごと、系列別に幾つもの警備会社がある。一定の基準を満たしていると判断され、監督官庁の認可さえ下りれば、新たに興すことも可能である。一方で、警備会社と別に自前の警備部門を備えた企業もあるが、決められた基準をクリアしていることが前提で、当該エリアを担当している警備会社や地区の警察とは、あらゆる情報を共時的に共有していなければならないという、厳格な決めごとがある。基本料金は国が支払っているが、個人の負担で特別契約をするオプションを付けることでセキュリティランクを高めることが可能。
警察官と同じく武器の携行はできず、自由を奪うための拘束テープを持っているだけだが、重武装の完全防護服を着用しており、市販の刃物では傷つけることができず、最新の衝撃吸収素材のために殴打の効き目もない。頭部もヘルメットやゴーグルで防護しているので露出は顔の一部だけであり、露出部分を徹底的に護るよう訓練される。

全国統合警察機構公安部十課
本来は書類上にしか存在しない、国警総監直属の決して表には出ない特殊任務のみにあたる一種の特務機関。表向きは「いない」ことになっていて、表立って活動しない約束の部署であり、一般の警察機構や各地区のエリア警備とは分離して活動する。組織の自浄作用を確保するという名目で、警察自体の監視も行っている。

#### 事件
ケース388765/ 女子児童連続殺人事件
一作目で122エリアとその周辺エリアで発生した、14歳の女児（厳密には13〜16歳）を狙った広域連続殺人事件。暴行した後、鋭利な刃物で首や顔を滅多切りにされているのが特徴で、作品開始時点で被害者は既に5人を超えていた。被害者は全員14歳のクラス分けにされているという共通点（16歳の少女も病気などの理由で参加が1年遅れていた）があって話題になり、コミュニケーション研修でも注意が呼びかけられている。
被害者のうち1人目が一般から創作DCを公募するDCビエンナーレの準グランプリ、2人目が過激なアニメファンサイトの中心人物、4人目がDCのコスプレイヤーと、デフォルメーションキャラクターに強い関連があるという共通項が見つかる。一方でDCと関係が全くなかった3人目と5人目からは臓器の一部が欠損していたため、橡は複数の別の犯罪が同時進行しており、紫苑エンタープライズの事件とも何らかの関連があると考える。
なお、作品開始時に発生した122エリアで16歳の少年・川端リョウが殺害された事件は、手口が似ていたものの、被害者の性別が男性であり共通項が一切ないことから6件目とは見なされず、県警とエリア警備が捜査を担当することとなる。
紫苑エンタープライズ連続殺人事件
1年前に300番代のエリアで起きた未解決連続殺人事件。腹部を中心にして刃物で滅多切りにする残忍な手口が特徴で、被害者は6人で男2人に女4人、年齢は19歳から26歳とばらついていたが、全員がSVCの関連会社である「紫苑エンタープライズ」の系列会社の昨年度新規採用者だったという共通項があった。
容疑者すら浮かんでおらず、ほぼ確実な線の被疑者として重度のコミュニケーション障碍で暦コレクターの男が挙がっていたが、6件中2件はアリバイがあったため、連続殺人と判断した捜査本部が無実と考え逮捕すらできなかった。ただ、橡はアリバイがあった3件目と5件目以外の4件に未遂の1件と検挙日を加えた総てが仏滅に収まっていること、3件目と5件目だけは肝臓の欠損が認められることから、実際は連続殺人事件ではなく別の2つの事件で、4件は被疑者の男が犯人だが、残り2件は別人の犯行ではないかと推測している。
漫画版では6年前、122エリアの隣で発生し、7人が殺害された。途中まで犯人として有力視されていたアルヴィルは結局検挙されず、代わりに猫の父が犯人として検挙され処罰された。
32エリアの連続殺人事件
4年前（漫画版では10年前）に32エリアで発生した6件の連続殺人事件。同じSVC系列のメディカルセンターで治療を受けていた10歳くらいの子供ばかりが狙われ、被疑者は不破幸枝に行動障碍の治療を受けていた16歳の児童とされた。
幸枝だけは無罪を主張していたが、犯行の証拠が揃い、判断力も正常だと判定されたことで少年の有罪がほぼ確実なものとなり、人間としても学者としても追い詰められた幸枝は精神鑑定中に少年を連れ出し逃避行を行う。だが、最終的に娘からの拒絶で遂に精神崩壊した幸枝は少年に頼んで自分を扼殺して貰い、少年は直後に飛び降り自殺を図り、被疑者死亡で幕を閉じた。
家族鏖殺事件
30数年前に東京都（現在のエリア119）の霧島家で発生した殺人事件。幼い女の子を石で殴り殺し、帰宅時に見咎めた家族5人全員を刃物で殺害したとされる。
凶器と見られる一般家庭用調理小庖丁（所謂、果物ナイフ）を握り締めて放心していたことから、当時14歳の中学生だった次男の霧島タクヤが犯人として逮捕された。現在と違って未成年ということで保護され、判断能力の欠如した状態だったと判定されて精神鑑定を受けさせられ、行動障碍を伴う精神疾患と診断されたため不起訴になって入院加療（入院施設は非公表）、退院時期も退院後の消息も不明となっている。
女の子の死因は後頭部挫傷だったことから逃げる女の子を後ろから石で打ち殺したとされ、しかも少女を殺害してから帰宅するまでの間に小学校からの友人だった橡の家を訪れて、好きな女性タレントユニットが出ているエンターテインメントチャンネルのドラマコンテンツの録画を頼んでいた。これらの状況から、当時の報道では殺人淫楽症の異常者と伝えていた。
122エリアの傷害事件
二作目にて、122エリアのコミュニケーションセンターで発生した傷害事件。コミュニケーション研修終了後、帰宅途中の児童で溢れるセンター周辺のグリーンエリアに工作用ナイフを持った16歳の女子児童が乱入した。カリキュラム進行中に不快な言動をとった指導員への仕返しが動機で、センター職員3名とエリア警備5名が負傷し、最終的にエリア警備が20人も駆けつける事態になった。
アッパー系向精神薬の常習者に見られる交感神経刺激症状がまるでなく、目的遂行のために状況を冷静に観察し考えて行動を選択決定するという意味での判断力も正常で、混乱や錯乱どころか狼狽もしておらず、動体視力や瞬発力を中心とした身体能力、状況判断能力は普段より優れている程だった。その一方で、倫理観、遵法意識、良心、道徳心といったものだけが欠落している。
些細なことを理由に複数の人に危害を加え、時に殺害してしまう、という類似のケースは今年に入ってから8件、前年には10件起きている。被疑者は年齢も性別も職業もバラバラで、発生エリアも発生時期もランダムで法則性が見えない。アッパー系ドラッグが検出されず、個人差はあるが3〜10日で元の状態に戻り、再発もしない、という共通点のため、疾病の一種ではないかとも考えられていた。

### 産業
かつてはヴェンチャービジネスだったバイオ産業は、20年ほど前から注目を浴びるようになり、DNA情報の登録制について管理体制を確立できなかった国が企業側への埋め合わせを強いられ、クローン技術の医療活用を転用する支援も受けて発展。元々天然の食材も不足して、合成食材の方が多く流通するようになっていたが、5年前の動物性蛋白質食材の合成食材への完全転換に関する法律の施行を受け、以来現在まで飛ぶ鳥を落とす勢いの急成長を遂げ、食糧庁や厚生科学省といった中央省庁に根を張り、今後は国の経済基盤になるとまで言われている。
経営の世襲は最近では珍しく、奇習と呼ばれるようになっている。
SVC
119エリアに本社を置く、バイオ関連企業の中心的存在であり、周辺エリアの地場産業の数割を支える世界規模の大企業。人工食材培養産業の草分けで、海外企業と技術提携して、生き物でない活きのいい肉を造った最初の会社であり、合成食材全面切り替え施工で最大限の利権に与った企業として知られる。創業は1965年、旧社名は「鈴木食品化学株式会社」、さらにその前身が「鈴木食品加工」、創業者は鈴木敬太郎。30年前に現社名に改名した。
最初は代用食品がメインの単なる食材の加工会社だったが、動物を殺さずに動物性蛋白源を摂取する方法を編み出したことで生命保護団体（=動物愛護団体）からの支持を受け、それを足場に海外での人脈を作り、20世紀末からアジアを中心に食材輸出を始め、食糧難の国に工場を作って安価な人工肉を吐き出して莫大な利益を齎し、混ぜ物のない完全な合成食品ということで、宗教上の理由で牛や豚の肉を食べられない国でも受け入れられ、業績が飛躍的に伸びた。医療関係は本業ではなかったため、DNA情報登録頓挫騒ぎのごたごたの時もそれ程痛手を被らず、同業者の利権が著しく損なわれたことに奮起して、猛烈に抗議したことで企業内の信用を勝ち取った。
119エリアの住人の70％は何らかの恩恵を受けている。傘下には「D&S」や「紫苑エンタープライズ」など、様々な会社がある。
創立記念センタービル
119エリアの本社別館として鈴木敬太郎の偉業を称える目的で建設された、20階建ての総合的なインテリジェントビル。高層が流行らなくなった頃の設計で、白い尖った外観が特徴。
１階はコミュニティセンターの代行機関、14階はSVCの差異高級食材を提供するレストラン、15階から19階は最先端メディカルセンターとなっており、下層階には鈴木敬太郎関連の展示資料館やミュージアム、リラクゼーションルーム、アミューズメントスペース、各種スポーツ設備、宿泊施設となるゲストルームがある。
エリア内の住民には無料開放され、エリア外の人々には有料だが、この時代では珍しく相当数の集客がある。平日にはかなりの入館者があるので、端末にポインターをセットして館内のどこに誰がいるか判るようにしている。

D&S
民間のエリア警備の経営をしている会社。旧社名は「イシダ警備保障」で、SVCの傘下に入り、現在の社名になった。創業者は石田理一郎の祖父。
国内で最も担当エリアが広く、エリア119を中心としてエリア122、123など近隣のエリアも包括する。個人特別契約も最もリーズナブル。
神崎ケミカルコーポレーション
神崎グループの中枢を担う系列会社の一つで、123エリアの基幹産業。旧社名を「神崎製薬」といい、100年以上も続く古い会社で、国内シェアの3分の1を占め、海外でもかなりの国で商売している大会社である。
敷地内には本社も研究ラボもプラントもあり、総合ラボは設備が最新かつ一流。敷地は生物学的危害を防止するために隔離システムの設備が義務づけられた特別隔離許可区域に指定され、テロ対策措置も兼ねて隔離システムは一切連動せず、動力も独立系統という、昔の使用済み核燃料処理施設並みに厳重な何層もの構造でシステムを守っている。事故や侵入者が確認されるなど、宿舎とオフィスは有事レヴェル5、倉庫は有事レヴェル4、工場とラボは有事レヴェル3で完全密閉され、エリアと国の双方が許可するまで解除されず、出入りは絶対に不可能となる。さらに帯状に隣接するC指定地区のラインは、レヴェル2の発令後、1分以内に高さ2mのフェンス2列がせり出し、10分で側溝が10m幅で20m沈むという設備が、7年前の工事で完成している。
世襲が奇習と化した現代の企業では珍しく、つい5年前まで神崎家の血縁者が経営者を勤めていた。現社長は神崎家とは血縁のない単なるビジネスマンで、前会長の玲司の取り巻きは挙って退陣したため、関連会社から人材を掻き集める形で上層部が新生される。企業理念は継承されたが、新しい展望はなく、健全ではあるが変化に乏しい、堅実なだけの経営をしていると評される。
太平洋戦争の頃に創業者が軍部の兵器開発に関わっていたため、50年以上前から警察庁公安局による内偵（監視）対象であり、現在は全国統合警察機構公安部第10課が任務を引き継いでいる。
「邪魅の雫」では同名の財閥が存在するが、同一のものとは明記されていない。
神崎・セキュリティ・サーヴィス（KSS）
神崎グループ系列の警備会社。ライトブルーのコスチュームを着た人員が神崎ケミカル本社には敷地内に150人配備されている。前身は神崎警備保障で、エリア警備として認可される以前は株式会社KANーKEIという社名だった。
登録された正規のエリア警備だが、公的地域の警備業務はしておらず、私設警察として神崎コーポレーションの所有する設備内警備と敷地内捜査を行う。平時は建物と設備内のみ、有事の際は敷地全体が担当範囲になると取り決めており、エリア警備のD&Sとは契約していない。敷地内警備による収入はないに等しく、社屋内警備費も非常に廉いが、5年前に新設された個人特別契約で他社相場の50倍もの法外な金額を取ることで採算を合わせている。
また、20名程から構成される緊急時対応ユニットという極秘部署が存在する。KANーKEIの特殊環境警備課を前身とし、デザインは正規隊員と同じだがカラーがダークブルーのコスチュームが特徴で、武器の携行禁止令を違反してアームブレードを配給されている。

中央公共警備
零番台で活動するエリア警備。エリア警備で一番優秀とされ、KSS程ではないが個人特約はやや高額。
NNS
306エリアで活動するエリア警備。

### 武器
カメ
美緒が火の玉を吐くカメからインスピレーションを受けて発明したプラズマ発生装置。一号機は巨大すぎて持ち運べず、プラズマを発射することができず爆発すると半径2㎞が吹き飛ぶような失敗作で、二号機はジュラルミンケースに入る程度に小型化された。さらに改良されて3号機は持ち運びできるようになった。
カメ三号
カメシリーズの三号機。本体は担ぐのが大変な程に巨大な体温計のようなバズーカ砲 で、オレンジ色のゴーグル型ディスプレイ、メタルのブレスサポーターにはケーブルで縦横無尽に繋がれた様々な機械と基盤が接続され、中には携帯用スキャナーなどを収納、腰にはバッテリーのベルトから構成される。プラズマ砲だが、プラズマ自体を発射するわけではなくより実用的なものらしい。ビルの壁を粉砕するほどの威力を持ち、砲撃が人体に当たると電磁調理器のように内側から焦げて死亡する。様々な演算が可能な多機能マシンでもあり、ビルの設計図や見取り図などあらゆるデータをインプットして地の利を得ることや、スキャナーと接続し色相の変化を強調して特定の人物足跡を追跡することも可能。
ヴァージョン1は携帯型としても大きすぎるものだったが、改良品のヴァージョン3（V3）は古典エンタテインメントムーヴィーに出て来る光線銃のような見た目で、バッテリー消費を抑えるためにコンパクト化した上で性能は120％アップ、命中精度も威力も倍増している。また、強化ガラスを粉々に砕く威力の高周波も発することができ、自作の万能端末よりも高性能でな端末も搭載され、高度なハッキングも可能である。
バッタ1号
カメ三号V3を応用した動力装置、及びそれを搭載したバイク。ベースは律子の祖父が大昔に乗っていた、14年以上前に生産終了された機種であり、補充が困難だった化石系揮発油の燃料の代わりにプラズマエネルギーで動くように、未完成だったエネルギー供給系を美緒が改造、少ない充電でも走行できるようになった。転落防止用に極細の超硬質スチールワイヤーも装備され、最大90mまで引き出して、エンジンで巻き戻せるようになっているp。
アームブレイド
神崎グループの関連企業で30年以上前に開発されたセラミックナイフ。刃渡りは30cm以上ある一種のサバイバルナイフだが、逆手に持つ奇妙な形で形成されているため、突き刺すのは難しく、切り裂くこと以外に使い道はない。特殊セラミック製で、研磨せずとも劣悪な環境下で100年以上性能が維持できるという優れた商品だった。100本生産された試供品がKANーKEI特殊環境警備課に支給されていた。
パルス発信機
電磁パルスで半径200m以内の電子情報を撹乱する装置。大きさはバイクの座席に乗る程度。起動している間は一帯で端末がオフラインのスタンドアローン状態となり、データがサーバーに届かず記録されなくなるだけでなく、それ以外の通信機器も使用不能になる。ロシアで生産された質の悪いサイバーテロ用グッズで、安いので結構出回っているらしい。開発した連中が大雑把だったせいで精度が低く、電子機器を誤作動させてスパークを発生させ、火災や爆発を引き起こしかねない。

### 疾病・障碍など
嗅覚異常や味覚異常を訴える者が急増しているため、最近の食品は味や臭いを強めに作っている。潔癖症が一般的になり、そうでない者を不潔愛好症と呼称する。
形状認識異常
形は認識できているものの、世界がデフォルメーションの表現のように見え、実物と絵のどちらがリアルなのかが判らない認識異常。昨年に知覚障碍学会で報告されたばかりの症例で、異常ではあっても日常生活に支障が出る訳でも人格形成に影響が出る訳でもないことから、まだ疾病や障碍とは認定されていない。原因は不明で、先天的なものとは考えにくく、障碍のある部位も特定されていないものの、一説では幼児期から現実を見せず整理された色や形の画像ばかりを見せられて育てられることが要因にあるとされる。
オーバータッチング症候群（OTS）
他者との皮膚接触を過度に希求する一種の神経症でありコミュニケーション障碍。およそ20年前には症例として報告されていたが、物理接触を忌避する傾向が一般的になった15年程前から注目され始め、現在はある程度研究も進んでいる。乳幼児期の育成環境が大きく影響するものと考えられ、素因が一切なく成人以降に刺激を受けて発症することは考えにくい。厳密な意味で切り分けることは難しいが、性的交渉を伴うことなく他者と一体化したい衝動に基づく行動と規定されるので、性的欲求に因る類似行為とは一応区別され、性行為自体を目的としていない場合はOTSと診断されることが多い。依存性が高い上に接触対象抜きには成立しないので、犯罪を構成し得る問題行動となり、行き過ぎれば相手に傷害を負わせることも、時に死に至らしめることもあるが、生きている対象と触れ合うこと自体が目的なので、初めに暴力的なコンタクトを取るケースでも接触で安寧を得て徐々に沈静化することが多い。そのため、強姦目的の暴行よりも傷害事件や傷害致死事件に発展するケースは少なく、そもそも破壊衝動を発露させてしまう性質の人間はOTSにはならない。

パイド・パイパー
2040年代に発生した世界的規模のパンデミック。10億人が感染（うち8億人が死亡）したが、2050年にWHOによって収束宣言が出されている。このパンデミックによって児童の数が激減したため、「児童を厳正な管理下で保護し、健全な育成を目指す」ものとして「新児童保護法」が制定された。
血液などの体液によって感染する病原菌だったことから、血清（抗体）によって感染しないとわかっていても、血液などの体液に触れることに強い恐怖心を抱き、それ故に「物理接触」を嫌悪する者も少なくない。
なお、映画版ではこの「パイド・パイパー」が発生したという設定はなく、舞台として設定されている年代も前後している（漫画版はWHOによって「パイド・パイパー収束宣言」が出された2050年以降、映画版は登場人物の誕生日と年齢の設定などから2035年前後と推測される）ことに注意を要する。
由来はハーメルンの笛吹き男。
ルー=ガルー
漫画版に登場する赤い錠剤型の殺人誘発剤。「プレデター因子」の適合者の精神の箍を外させ、凶暴性を発揮させる効果を持つ。後に改良され、筋力や反射神経を動物並みに増幅する効果が付与された。

毒
50年前に神崎ケミカルが作り出してしまった毒物。元は軍部が開発を命じ、創業者が個人的に完成させてしまった危険な毒物の製法（分子構造の化学式）を応用したもので、被曝による晩発生疾患の治療が目的の、毒物を無効化する薬品として開発されたのだが、DNAレヴェルで抗体を生成する、破損したDNAを修復するなどして、放射線被害以外のダメージも治療できると期待されていた。そのため、最早元々の青酸毒ですらない。
しかし、パーソナルな疾病や障碍に対して有効な遺伝子治療のために応用されるべく開発されていた技術の副産物として血縁者だけに効く毒ができてしまい、長い間封印されてきたが、30年程前、当時の神崎ケミカル社長・神崎壮一によって再び研究が始まり、不具合の出るDNAを直してゼロからプラスへより完璧に近づけ、より完璧なDNAを製造できる体質を持った男女に、生まれつき完璧なDNA情報を持った子供を作らせる目的（美緒曰く「スーパー子孫計画」）で、夢魔の名前がついた2種類の薬品が開発された。最初の実験では即死、次は死にはしないが脳内物質の分泌や伝達のし方に著しい変化が生じて脳に信じられない程の負荷をかける結果となり、被験者となった息子夫婦の死を以て14年前に研究は中断され、7年前に壮一が死去する直前に2人の孫へと相続される。
インクブス
神崎壮一の研究を受け継いだ作倉遼が開発した新たな毒物。男性に姿を変えて人と交わる淫魔インクブスの名前がついている。
30年前に行ったプロトタイプの臨床実験で霧島イクオに確認された副作用に端を発しており、病気や病理欠損などのマイナスをゼロに修復するものから、凡ての潜在能力を活性化してゼロをプラスにするものへと神崎壮一が改良。15年前に完成したオリジナルでは、体感時間の調整ができない問題はあれど、知能、五感、運動能力、代謝能力などあらゆる身体機能が目覚ましく向上するものだった。だが、現代で遼が作っているものは、あくまで脳の変化に焦点を絞り込んでいて、特定のDNA配列を持つ人間だけに効くという特性と、DNAの塩基配列をより完璧なものにするという発想も捨てている。これによって汎用性は生まれたものの、効き目には個人差があり、適合確率は100人から150人に1人程度で、不適合者は3日から10日で効果が切れ、再発もしない。
その薬効とは「主観的な体感時間を10倍に延長する」というもの。身体機能が増す訳ではないので思い通りに身体が動かなくはなるが、思考時間が10倍になるので事実上の判断能力も10倍になり、ものの見え方もスロー再生に変わるので相対的に動体視力が異常に向上、1ヶ月ほどで順応すればロスが少なく動くことが可能。
ただ、拘束時間も10倍に感じられることでストレスがぶり返しても気分転換ができず、肉体側は正常なので交感神経と副交感神経の交代に10倍の時間がかかっているように体感し、結果緊張状態を長時間強いられて自律神経失調症となり、鬱病性気分障碍や情緒不安定に陥ってしまう。加えて、脳が脳を騙して10倍の速度で老化したと思い込むことで「想像老衰」を起こし、内部寿命が変わらないまま実際の寿命が10分の1になるという重篤な副作用があり、治療法は存在しない。
スクブス
神崎壮一から雛子が相続した毒物。女性に姿を変えて人と交わる淫魔スクブスの名前がついている。
神崎一族だけを抹殺することにしか使えないパーソナルカスタマイズ毒、遺伝子対応型薬品というべき物で、神崎一族の特定のDNA配列を持った人物にとっては、使っても痕跡は残らず、1mgでも経口摂取すれば即死するが、他の人間にとってはまったく無害という、暗殺にしか役立たない代物である。解析を行った美緒によると「無駄な超技術」とのこと。
元々はインクブスで強化されたDNAを元通りにするために開発された、DNA情報を「凡て書き換える」作用を持つ還元剤である。ただ、塩基配列を完全に元通りにすることはできなかったため、全部を書き換えてしまうものになった。

## 既刊一覧
- ルー=ガルー 忌避すべき狼
  - 単行本（徳間書店、2001年6月、ISBN 4-19-861364-8）
    - カバーイラスト - 小岐須雅之

  - 新書版（トクマ・ノベルズ、2004年11月、ISBN 4-19-850653-1）
    - カバーイラスト - 小岐須雅之

  - 新書版（講談社ノベルス、2009年10月21日、ISBN 978-4-06-182674-8）
    - カバーイラスト - redjuice

  - 分冊文庫版（講談社文庫、2011年9月15日、上巻 ISBN 978-4-06-276899-3 / 下巻 ISBN 978-4-06-276910-5）
    - カバーデザイン - 坂野公一＋吉田友美(welle design)

  - 電子書籍版（講談社、2010年9月6日）
  - 文庫版（講談社文庫、2018年10月15日、ISBN 978-4-06-513205-0）
- ルー=ガルー2 インクブス×スクブス 相容れぬ夢魔
  - 単行本（講談社、2011年10月14日、ISBN 978-4-06-217294-3）
  - 新書版（講談社ノベルス、2011年10月14日、ISBN 978-4-06-182755-4）
    - カバーイラスト - redjuice

  - 分冊文庫版（講談社文庫、2011年10月14日、上巻 ISBN 978-4-06-277082-8 / 下巻 ISBN 978-4-06-277083-5）
    - カバーデザイン - 坂野公一＋吉田友美（welle design）

  - 電子書籍版（講談社、2011年10月14日）
  - 文庫版（講談社文庫、2018年11月14日、ISBN 978-4-06-513207-4）

## 漫画
『ルー=ガルー 忌避すべき狼』は、京極夏彦の小説を原作とするコミカライズ作品。樋口彰彦の作画により漫画雑誌「月刊COMICリュウ」（徳間書店）にて2006年11月号から2009年6月号まで連載された。リュウコミックス（徳間書店）で単行本化されたのち、KCデラックス（講談社）より加筆修正が施された完全版が刊行された。

### 単行本
1. 2007年11月1日発売、ISBN 978-4-19-950051-0
2. 2008年1月1日発売、ISBN 978-4-19-950061-9
3. 2008年8月1日発売、ISBN 978-4-19-950082-4
4. 2009年1月1日発売、ISBN 978-4-19-950101-2
5. 2009年8月1日発売、ISBN 978-4-19-950129-6

### 完全版
1. 2010年8月17日発売、ISBN 978-4-06-375968-6
2. 2010年8月17日発売、ISBN 978-4-06-375969-3
3. 2010年9月17日発売、ISBN 978-4-06-375984-6

## 劇場アニメ
『ルー=ガルー』（Loups=Garous）は、京極夏彦の小説を原作とするSF長編アニメ映画。2009年10月に制作が発表され、2010年8月28日より新宿バルト9、丸の内TOEI2ほか全国19スクリーンで公開された。
アニメーション制作はProduction I.Gとトランス・アーツ。監督はこれが初の劇場監督作品となる藤咲淳一、そしてキャラクター原案に箸井地図、キャラクターデザインに石井明治とテレビアニメシリーズ『BLOOD+』を手がけたチームが担当した。
本作は、ガールズバンドSCANDALのプロデューサーで井上陽水や安全地帯らを育てたキティレコード創業者の多賀英典が企画した。「映画に参加させるにふさわしいアーティストに育てる」という目標を持ってSCANDALをデビュー時からプロデュースしてきた多賀は、「映像と音楽のプロデュースを同時に行う」という強い意志のもと、バンドの新境地を切り開く映画として本作を企画した。SCANDALは、主題歌、挿入歌、エンディングテーマの3曲を担当したほか、モーションキャプチャによりCGアニメ化されて劇中に"伝説のバンド"として登場。また別キャラクターで声優としても参加している。
『小説は小説、映画は映画』と考えていて制作現場には一切口を挟まない主義の京極は本作について、「自分の作品がアニメ化されたというよりは、SCANDALと監督とコラボレーションしたというほうが近い」と映画の感想を語っている。また監督の藤咲は「『京極の作品を舞台に青春映画を作ってしまった』『原作とSCANDALという4人の女の子たちに力を借りて突っ走って作った』という感じ」と述べている。

### キャスト
- 牧野葉月：沖佳苗
- 神埜歩未：五十嵐裕美
- 都築美緒：井上麻里奈
- 麗猫：沢城みゆき
- 矢部祐子：植竹香菜
- 石田理一郎：青山穣
- 橡兜次：河本邦弘
- 不破静枝：平田絵里子

### スタッフ
- 原作 - 京極夏彦[10]
- 企画 - 多賀英典、遠谷信幸
- 製作 - 多賀徹、川城和実、木下直哉、一志順夫、千野毅彦、笠原健治
- プロデューサー - 向井地基起、小林敬治、谷澤伸幸
- 監督 - 藤咲淳一[10]
- 脚本 - 後藤みどり[10]、ハラダサヤカ[10]
- キャラクター原案 - 箸井地図[10]
- キャラクターデザイン・総作画監督 - 石井明治[10]
- メカニックデザイン - 岩永悦宜
- 美術設定 - 青木智由紀
- 演出 - 高橋順、齋藤昭裕、佐藤和磨
- 撮影監督 - 志村豪[10]
- 美術監督 - 衛藤功二[10]
- 音響監督 - 小泉紀介[10]
- 色彩設計 - 黒田聖子
- 編集 - 植松淳一[10]、村上義典
- 3Dディレクター - 磯部兼士[10]
- 音楽ディレクター - 大平太一
- 音楽 - MSJ SOUND (with ms-jacky) & 斎藤悠弥 (Sound Drive)、宮永治郎、川口圭太
- 配給 - 東映[10]
- 制作 - プロダクション I.G[10]、トランス・アーツ[10]
- 映画「ルー=ガルー」製作委員会[10][注釈 2]

### 主題歌・挿入歌
いずれもスキャンダルが担当。
- 主題歌「Midnight Television」
- 挿入歌「KOSHI-TANTAN」
- エンディングテーマ「さよなら My Friend」

### 映像ソフト
2010年12月22日にバンダイビジュアルよりBlu-rayとDVDが発売された。
また公開前日の2010年8月27日に、映画の世界観を紹介するナビゲーションディスク「ルー=ガルー Cinema Navigation Disc」がBlu-rayとDVDで販売された。主題歌を担当したSCANDALのmixi公認アカウントと作品の公式サイトのみの限定予約販売で、SCANDALの主題歌PVや関係者のインタビュー、パイロット映像、映画の公開直前ダイジェストなどが収録された。

## 関連作品
本作は京極夏彦による他シリーズと密接にリンクしている。
『忌避すべき狼』
百鬼夜行シリーズの『魍魎の匣』および短編集『百鬼夜行――陰』の一編『鬼一口』（『鬼一口』の登場人物が登場する）。
『相容れぬ夢魔』
百鬼夜行シリーズの『邪魅の雫』（『邪魅の雫』での事件が作中で言及されている。また共通の大会社と経営者一族が登場する）。